# Willy Molco
Willy Molco (Il Cairo, 20 agosto 1943 – Milano, 25 dicembre 2002) è stato un giornalista, paroliere e scrittore italiano.

## Biografia
Di famiglia ebraica, si laureò in giurisprudenza all'Università Statale di Milano. Esordì come giornalista al Guerin Sportivo. Negli anni settanta entrò nel gruppo Rizzoli, diventando direttore di Novella 2000, Oggi, Annabella e infine del periodico Sette allegato al Corriere della Sera. Approdato a Rai Eri, dapprima diresse i mensili Moda e King, succedendo a Vittorio Corona, e poi il Radiocorriere TV. Entrò in seguito nella redazione del TG1 e dei relativi rotocalchi (su tutti TV7), per cui effettuò rilevanti interviste e reportage. Collaborò anche per Rai News 24. 
Come paroliere lo si annovera tra i coautori di alcuni brani dell'album Libertà! di Al Bano e Romina Power, in particolare della canzone Nostalgia canaglia, portata al Festival di Sanremo 1987. 
Morì il 25 dicembre 2002.

## Premi e riconoscimenti
- 1983 - Premio Edoardo Scarfoglio[3]

## Opere
- I campioni raccontano i segreti del calcio (1979)
- Il clan. Autobiografia di Gloria Ciano (1983)
- I ragazzi dell’85. Hanno detto ciò che vogliono, a chi fanno paura? (1986)